# Kennedy-Range-Nationalpark
Der Kennedy-Range-Nationalpark ist ein 1.417 km² großer Nationalpark im Nordwesten des australischen Bundesstaates Western Australia.

## Lage
Der Park liegt etwa 1.100 km nördlich von Perth und 150 km östlich von Carnarvon in der Nähe von Gascoyne Junction. Von hier erstreckt sich auf einer Länge von 200 km der Gebirgszug der Kennedy Range in nördliche Richtung. Zugang zum Nationalpark hat man über eine unbefestigte Straße, die von Gascoyne Junction, zunächst 50 km Richtung Norden, dann weiter in westliche Richtung in den Park führt.

## Geologie
Im Perm, vor etwa 270 Millionen Jahren, lag das Gebiet in der Nähe der Küste des australischen Kontinents auf dem Grund eines flachen Ozeans. Es füllte sich mit Lagen aus Sand- und Lehmsediment, die sich mit zunehmendem Druck des darüberliegenden Materials mehr und mehr verdichteten. Im Laufe von Millionen von Jahren entstanden so Schichten aus Sand- und Schluffstein. Der Zeitraum der Ablagerungen erstreckte sich vermutlich über 100 Millionen Jahre. Danach hob sich das Gebiet und Erosion begann die Felsen abzutragen. Heute sind nur noch die Tafelberge der Kennedy Range übrig. An ihrer Süd- und Westseite ragen sie bis zu 100 m aus dem Tal des Lyons River empor. Der Gebirgszug bildet an seinen Rändern steile Klippen und ist durchzogen von tiefen Canyons. 
Noch heute kann man zahlreiche Fossilien von Meerestieren in den Sandsteinschichten finden. In den 1960er- und 1970er-Jahren fanden Geologen versteinerte Pflanzen, diese entstanden im Eozän und stellen den frühesten Nachweis von Banksien in Australien dar.

## Geschichte
Die Kennedy Range bildet eine natürliche Grenze zwischen den  Aboriginesstämmen der Maia und der Malgaru. Die Maia besiedelten ein Gebiet von etwa 12.000 km² Größe westlich des Hochplateaus bis Carnarvon, die Malgaru ein ähnlich großes Gebiet in östliche Richtung. Im Park befinden sich um die 100 Stellen, die eine besondere Bedeutung für die Aborigines haben. Einige davon sind bis zu 20.000 Jahre alt.
Im Jahr 1858 kamen mit Francis Thomas Gregory die ersten Europäer in diese Gegend. Er leitete eine Expedition zum Gascoyne River und erreichte die Kennedy Range am 12. Mai. Benannt wurde sie von Gregory nach dem damaligen Gouverneur von Western Australia, Arthur Edward Kennedy. Später erreichte die Expedition noch Mount Augustus.
20 Jahre später ließen sich die ersten Farmer entlang des Gascoyne River und des Lyons River nieder. Bis in die späten 1930er Jahre weideten unzählige Schafe im heutigen Nationalpark, bevor Dürren und Überweidung zu einem Zusammenbruch der Wollproduktion führten. Noch heute leidet Flora und Fauna an dieser frühen Art der Nutzung.
Am 8. Januar 1993 wurde das Gebiet zum Nationalpark erklärt. Die Fläche von heute 1.417 km² wird in naher Zukunft um 1.773 km2 erweitert. Das Department of Environment and Conservation hat die neuen Flächen bereits erworben. Sie werden gegenwärtig (2009) auf ihre zukünftige Nutzung vorbereitet.